# Pierre Charron
Pierre Charron (API: /pjɛʁ ʃaʁɔ̃/; París, 1541 – ibidem, 16 de noviembre de 1603) fue un filósofo y teólogo francés de la corriente del escepticismo. Se encuadra en el grupo de los libertinos barrocos del seiscientos, siendo discípulo y contemporáneo de Michel de Montaigne.

## Biografía
Pierre Charron nació en París, como uno de los veinticinco hijos de un librero. Asistió a la Sorbona, donde se instruyó en griego, latín y filosofía. Posteriormente estudió derecho en Orleáns y Bourges, obteniendo el doctorado en 1571. Trabajó por un largo tiempo como abogado, para posteriormente ingresar en la Iglesia, llegando a ser un destacado sacerdote. Invitado por el arzobispo de Bazas, Arnaud de Pontac, se mudó al suroeste del país. Oficiando liturgias por ciudades del sureste de Francia, fue elegido capellán de la reina Margarita de Valois, mujer de Enrique III de Navarra, en 1576.

Su principal estadía tuvo lugar en Burdeos, entre 1576-1594. Allí fue canónigo y magister scholarum de Saint-André, y conoció a Montaigne y a su impresor Millanges. Su estancia se vio interrumpida por un viaje a Saintes y otro a Angers, a finales de 1588 y comienzos de 1589. Allí su adhesión a la Ligue catholique le ocasionó ciertas enemistades. Pero esta fue de corta duración, ya que, en abril de 1589, pronunció un discurso completamente realista, en presencia del mariscal Jean VI d'Aumont.

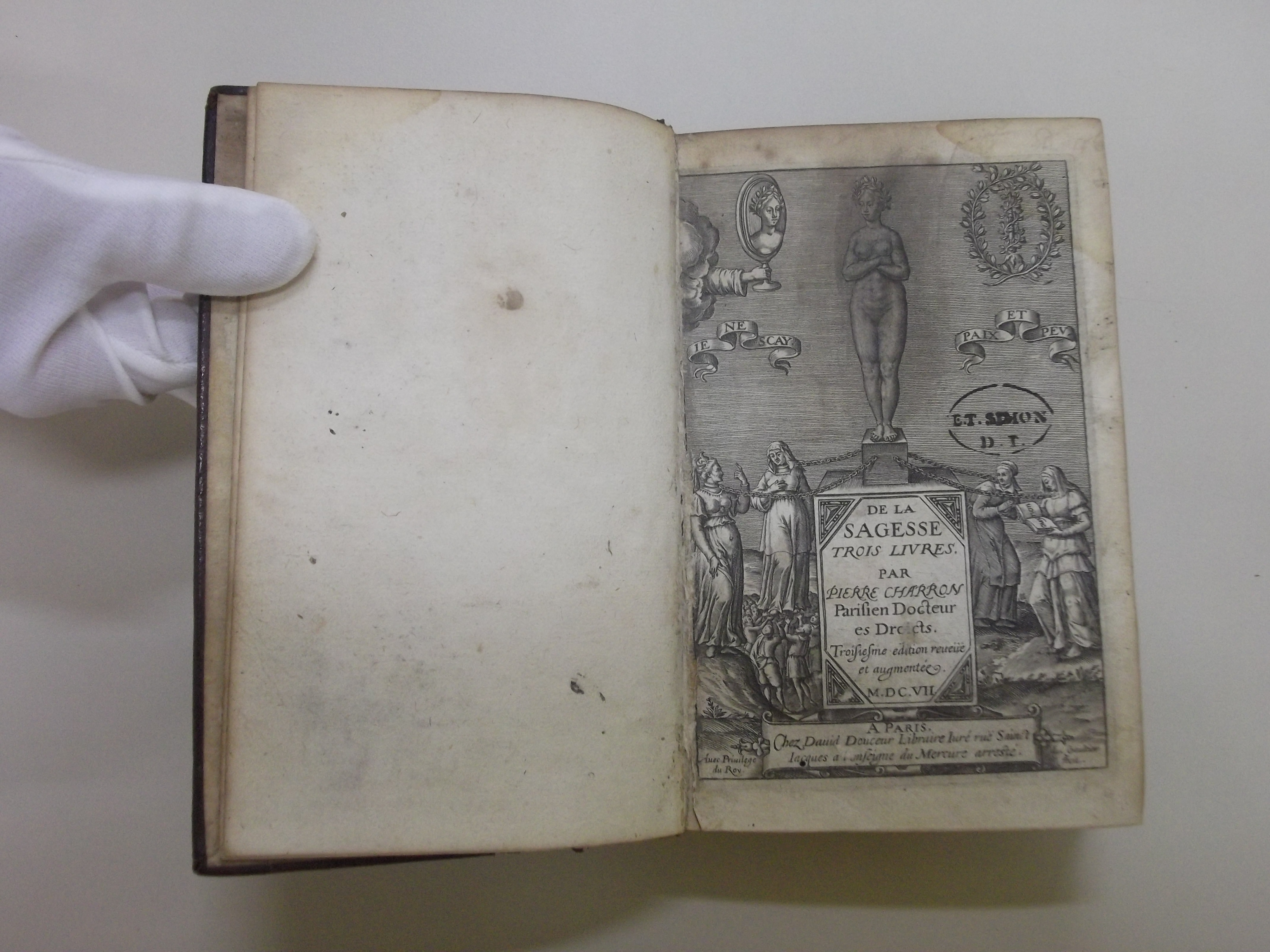
Tercera edición revisada y aumentada de De la Sagesse. Trois Livres. Impresa en 1607, París, en la librería de David Deuceur.

A finales de agosto de 1589 volvió a Burdeos. A la muerte de Montaigne, el 13 de septiembre de 1592, fue el encargado de portar sus armas. El año 1594, en Cahors, fue nombrado teólogo por el obispo Antoine Hébrard de Saint-Sulpice, así como posteriormente vicario general. Al año siguiente fue enviado como diputado a una convención del clero francés, donde era tenido en tan alta estima que fue elegido primer secretario.
Tras permanecer en Cahors entre 1594 y 1600, a comienzos de año se retiró a Condom, para el obispo Jean du Chemin. Fue nombrado chantre de la catedral y teólogo, lo que le permitió llevar una vida cómoda junto a sus amigos y en vista de preparar la impresión de su mayor obra: De la Sagesse (1601).
El 18 de febrero de 1602 redactó su testamento. En él declaraba al señor de Camain, cuñado de Montaigne, como heredero universal y legaba todas sus obras a Michel-Gabriel de la Rochemaillet, encargado de redactar sus memorias. El 16 de noviembre de 1603, en el curso de un viaje a París, murió a causa de una apoplejía.
En su época fue tan influyente como su maestro Montaigne, renombre que pervivió hasta mediados del siglo XVII. Ya fallecido, en 1606 Gabriel Michel de la Rochemaillet publicó un Eloge, principal fuente biográfica de Charron. Sus obras alcanzarían especial importancia a partir de 1620.
Su ‘pirronismo cristiano’, que combinaba el escepticismo de Pirrón y la teología negativa de los místicos, contribuyó a la ruptura con la tradición propia de los libertinos ilustrados como también a la conformación ideológica de la Contrarreforma en Francia.

## Pensamiento

### Influencias
Además de la innegable impronta de Montaigne, en su obra se puede observar la presencia de Raimundo de Sabunde o el neoestoicismo de Justo Lipsio y Guillaume Du Vair.

### Les Trois Veritez
Publicado en 1594, este tratado de teología representa un ataque contra los calvinistas escrito en respuesta al reformador Philippe de Mornay. Su premisa reside en la incuestionable existencia de Dios. Sus argumentos descansan en un fuerte fideísmo, al afirmar que la naturaleza y existencia de Dios resultan incognoscibles para el limitado entendimiento humano. De este modo, ningún teólogo o filósofo estaría capacitado para conocer lo sobrenatural, y ni tan siquiera la realidad natural. La única vía de aprehensión de Dios es la negativa: «El conocimiento verdadero de Dios es una ignorancia completa de Él».
Charron aprovecha estas, según él, limitaciones de la razón para atacar también a los ateos. Las definiciones que estos emplean de Dios para probar su inexistencia serían erróneas y, al medir a Dios con criterios humanos, se mostrarían presuntuosos y errados por completo. El resto de la obra contiene doctrina contrarreformista, donde se sostiene que el cristianismo es la religión verdadera y la Iglesia católica su única intérprete autorizada.

### La Sagesse
Su otra gran obra, en este caso filosófica, apareció en 1601 y está inspirado en buena medida en los Ensayos de Montaigne. A pesar de que sus enemigos trataron de impedirlo, en 1604 se publicó póstumamente una edición aumentada, a la que siguieron innumerables reediciones durante la primera mitad del siglo.
El tema principal del primer libro del tratado reside en la incapacidad del hombre por sí solo —debido a la falibilidad de los sentidos y de la propia razón, que se basa en última instancia en aquellos— para descubrir toda la verdad. En consecuencia, el ser humano requiere de la Revelación para progresar; en caso de que Dios no nos conceda esa «Luz Divina» que nos guíe, lo mejor está en seguir los principios de la naturaleza.
En el segundo libro, se presentan los medios (el método) para evitar el error y alcanzar la verdad: hay que examinarlo todo libre y desapasionadamente, alejados de prejuicios, y rechazar las respuestas que parezcan dudosas. Mediante esta duda sistemática, se limpia el espíritu de opiniones inciertas y se le prepara para presentarnos «blancos, desnudos y dispuestos» ante Dios. La piedad y la religión se verían de este modo favorecidas, pues la Revelación es únicamente aceptada por la fe, y se evitaría asimismo el riesgo de aceptar herejías (al suprimir todas las opiniones, no se siguen opiniones erróneas). Depende de Dios el convertirnos, o no, en cristianos. Mientras tanto, el sabio vive según una moral provisional y acorde a la naturaleza, a la espera de recibir la gracia divina.
Al desarrollar una teoría de la moral desligada de toda consideración religiosa, Charron es un importante precursor de la separación de ética y religión como disciplinas filosóficas independientes. Su escepticismo también fue visto con recelo por sus detractores. Por contra, muchos representantes de la Contrarreforma encontraron útiles sus propuestas fideístas con el fin de combatir las doctrinas protestantes.

## Obras
- Trois Vérités (orig. Les trois veritez) (Cahors, 1593).
- Discours chrétiens (Burdeos, 1600).
- De la sagesse. Trois livres (Burdeos, 1601).

### Póstumas
- Œuvres complètes (París, 1635). Incorpora una biografía escrita por Michel de La Rochemaillet (reimpresión en Ginebra, 1970).